# 烏克蘭希臘禮天主教薩斯卡通教區
烏克蘭希臘禮天主教薩斯卡通教區（拉丁語：Eparchia Saskatoonensis Ucrainorum）是加拿大一個東儀天主教教區（烏克蘭希臘禮），屬溫尼伯總教區。
1951年3月10日成立代牧區，1956年11月3日升為教區。
教區範圍包括薩斯喀徹溫。2010年有教友7,779人、八十四個堂區、廿九名司鐸。現任教區主教為布萊恩·若瑟·拜達。